# سانت‌آجاتا دی پولیا
سانت‌آجاتا دی پولیا (به ایتالیایی: Sant'Agata di Puglia) یک شهرستان در ایتالیا است که در استان فوجا واقع شده‌است. سانت‌آجاتا دی پولیا ۱۱۵٫۸۰ کیلومتر مربع مساحت و ۲٬۲۱۱ نفر جمعیت دارد و ۸۱۳ متر بالاتر از سطح دریا واقع شده‌است.